# Río Quillcay
El río Quillcay es un río en la provincia de Huaraz en la región Áncash en Perú que forma parte de la cuenca hidrográfica del río Santa. El río nace a 3085 m s. n. m. (metros sobre el nivel del mar) al juntarse las aguas de los ríos Paria y Auqui, y luego atraviesa la ciudad de Huaraz hasta entregar sus aguas al río Santa. El río divide los distritos de Huaraz e Independencia.  
El río Quillcay es parte de la subcuenca Quillcay. Se alimenta de las microcuencas Paria, Shallap y Quilcayhuanca. Se ha detectado la presencia de los siguientes metales pesados en el agua de las microcuencas Shallap y Quilcayhuanca: arsénico, cadmio y plomo. La presencia de estos metales se ha generado por el drenaje ácido de rocas (DAR) tras el retroceso glaciar en la Cordillera Blanca.

## Etimología
El nombre Quillcay tiene su origen en la palabra qillqay del quechua de Huaylas que significa 'escribir'. Se asume que el nombre deriva del origen de las aguas de la quebrada Quilcayhuanca, una de las microcuencas tributarias.
Quilcayhuanca en quechua ancashino deriva de las palabras qillqay = escribir y wanka = piedra alargada vertical. Según el arqueólogo peruano Kauffmann Doig, el vocablo qillqay en quechua suele utilizarse en topónimos asociados a sitios con pinturas rupestres. En dicha quebrada se encuentran las pinturas rupestres de Quilcayhuanca. 

## Subcuenca
El Quillcay se ubica en la cabecera de cuenca del Pacífico, todos sus ríos tributarios nacen de glaciares y lagunas en la Cordillera Blanca. El río constituye la parte final de la subcuenca Quillcay.
| Río Quillcay | Río Paria | Río Cojup         | Laguna Palcacocha      |
| Río Quillcay | Río Paria | Río Cojup         | Nevado Jatunmontepuncu |
| Río Quillcay | Río Auqui | Laguna Churup     | Nevado Churup          |
| Río Quillcay | Río Auqui | Río Quilcayhuanca | Laguna Tullpacocha     |
| Río Quillcay | Río Auqui | Río Quilcayhuanca | Laguna Cuchillacocha   |
| Río Quillcay | Río Auqui | Río Shallap       | Laguna Shallap         |